# Eudema nubigena
Eudema nubigena är en korsblommig växtart som beskrevs av Alexander von Humboldt och Aimé Bonpland. Eudema nubigena ingår i släktet Eudema och familjen korsblommiga växter. IUCN kategoriserar arten globalt som starkt hotad.

## Underarter
Arten delas in i följande underarter:
- E. n. nubigena
- E. n. remyana